# لوسينة برتقالية
لوسينة برتقالية (الاسم العلمي:Lucina aurantia) هي نوع من الحيوانات تتبع جنس اللوسينة من فصيلة اللوسينات.